# Fahle Park
Le parc d'affaires Fahle (en estonien : Fahle Park) est un parc d'affaires dans le quartier Juhkentali à Tallinn en Estonie. 

## Présentation
Le parc de bureaux Fahle est situé dans le quartier de Kesklinn, à l'intersection de Tartu maantee, de Peterburi tee et de Järvevana tee, dans le quartier industriel de l'ancienne usine de pâtes et papiers.
Le quartier est développé par Fausto Capital (et) et sa partie architecturale conçue par KAOS Arhitektid et LUMIA.
Fausto Capital développe un quartier avec des rues intérieures couvertes de verrières.
Le parc Fahle abrite des entreprises, restaurants, des lieux de divertissement, des clubs sportifs et de nombreux autres équipements. 
Tous les immeubles de bureaux historiques et modernes de Fahle sont reliés par une galerie moderne couverte d'une verrière avec un cadre verdoyant semblable à un parc, des salons et des terrasses de restaurant.

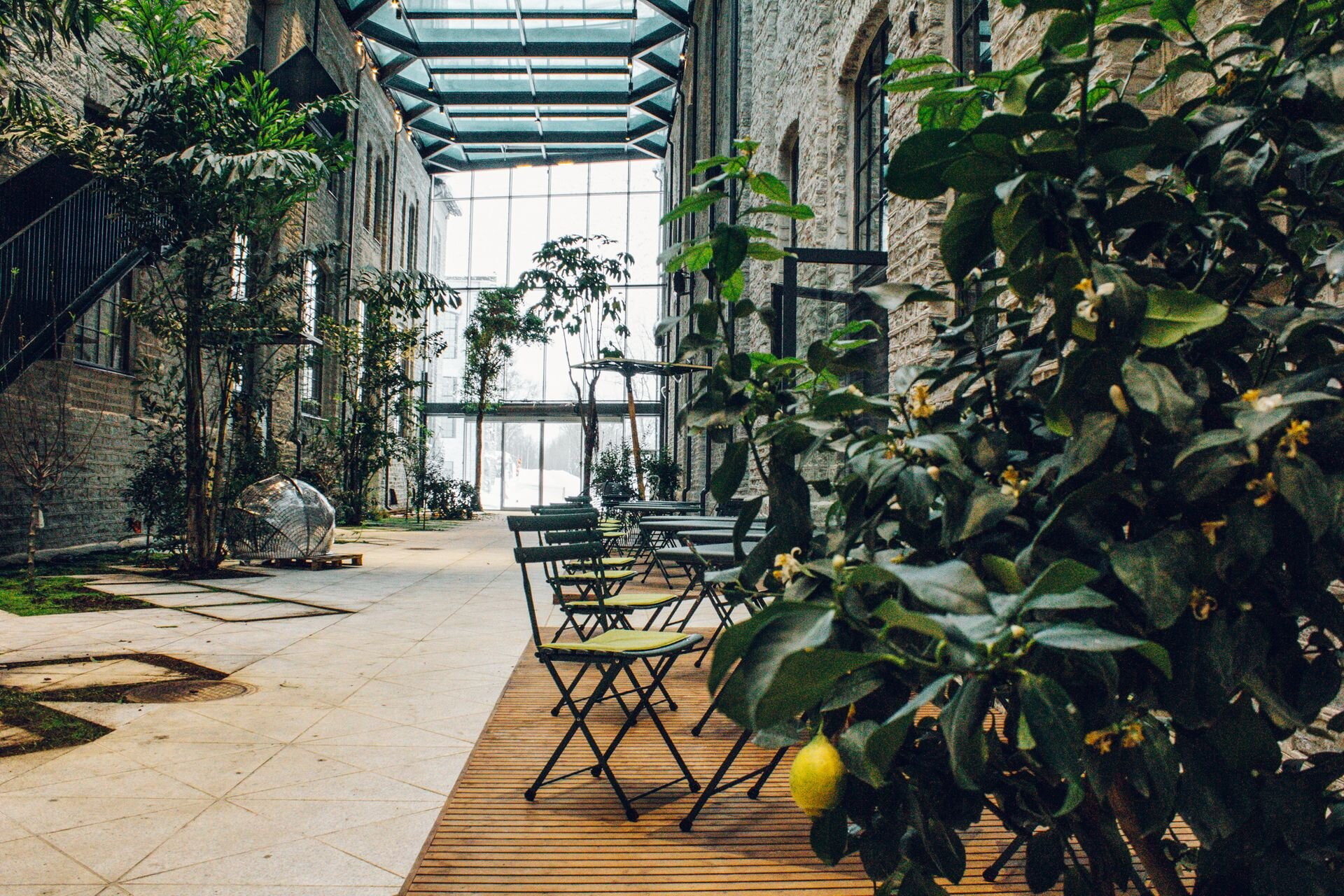
Une rue du parc.

## Architecture
L'ensemble résulte de la métamorphose du quartier historique d'usines de cellulose et de papier au centre de Tallinn.
Le quartier est une fusion harmonieuse de murs en pierre calcaire séculaires provenant de structures industrielles datant d'un siècle, aux côtés d'éléments modernes en verre et d'une verdure abondante. 
Construit  principalement entre 1908 et 1915, le site, qui abritait autrefois une usine de papier jusque dans les années 1990, a subi une transformation associant son architecture industrielle et une architecture post-industrielle contemporaine.
Le parc Fahle est organisé autour de rues intérieures couvertes de verrières qui apportent légèreté spatiale et verdure au patrimoine industriel. Les bâtiments existants constituent désormais un complexe spatial intégré. Le langage formel plus strict des nouveaux bâtiments est en harmonie avec la géométrie douce et arquée des monuments Art Nouveau. Les nouveaux bâtiments en verre de différentes hauteurs, ainsi que les monuments, créent un ensemble architectural et spatialement diversifié qui complète l'espace urbain de Tallinn.
La superficie locative totale est de 122 000 m2.

## Entreprises du parc
Les principales entreprises du parc d'affaires sont Postimees Grupp (et), Kanal 2, Kanal 11, Kanal 12, Elu24, MyHits, Raadio KUKU, Reporter, Apollo Grupp, Magnum Medical, Stora Enso, Töötukassa Karjäärikeskus, Vaal Galerii et Finestmedia,.

## Transports
La ligne n°4 (Ülemiste - Tondi) du tramway de Tallinn de la TLT passe près du parc Fahle.
L'arrêt Lubja est à 5 min à pied.

## Histoire
Le quartier Fahle est construit sur les rives de l'ancienne fleuve Härjapea qui fut le berceau du monde industriel de Tallinn. 
Au Moyen Âge, une série de moulins à eau furent construits sur les rives de ce fleuve étroit et au débit rapide, où émergeaient les plus anciennes usines et manufactures de la capitale.
La plus ancienne usine de papier d'Estonie s'y trouvait à l'époque de l'Estonie suédoise. L'industrie du papier a repris son essor au XIXe siècle. Les bâtiments historiques en pierre calcaire du quartier Fahle sont un souvenir de l'usine de cellulose et de papier construite à l'époque de la révolution industrielle, à la fin du XIXe et au début du XXe siècle. 
À cette époque, le directeur Emil Fahle était à la tête de cette industrie. Aujourd'hui, ce fabuleux patrimoine architectural industriel est conservé dans le quartier Fahle..
Le permis pour la réhabilitation du parc a été signé en 2018 et Fahle a ouvert en 2019.

## Prix et reconnaissance
Fausto Capital a reçu le prix « Kinnisvarategu 2020 » de l'Association des sociétés immobilières estoniennes pour la construction du parc Fahle,.